# Brockton (Telford and Wrekin)
Brockton – przysiółek w Anglii, w hrabstwie Shropshire, w dystrykcie (unitary authority) Telford and Wrekin. Leży 4,1 km od miasta Newport, 23,3 km od miasta Shrewsbury i 209,7 km od Londynu. W latach 1870–1872 miejscowość liczyła 125 mieszkańców. Brockton jest wspomniana w Domesday Book (1086) jako Brochetone.